# The Blue Effect (EP)
The Blue Effect je EP české rockové skupiny The Blue Effect. Vydáno bylo roku 1969 v edici Mikrofóra vydavatelstvím Panton s katalogovým číslem 03 0203. Společně se singlem „Slunečný hrob“/„I've Got My Mojo Working“ se jedná se o první oficiální nahrávku této skupiny a zároveň jedinou, kde hrál jako její člen i Miloš Svoboda. Poslední skladbou, kde Svoboda účinkuje, je „Paměť lásky“ z debutového alba Meditace, poté z Blue Effectu odešel.
Celé EP bylo zařazeno jako bonus na CD reedici alba Meditace z roku 1996 (Bonton Music) a roku 2009 na devátý disk se singly a bonusy v rámci box setu 1969–1989 Alba & singly & bonusy.

## Seznam skladeb
Texty napsal(i) Jiří Smetana.
| Strana 1 | Strana 1                            | Strana 1                            | Strana 1 |
| Pořadí   | Název                               | Hudba                               | Délka    |
| -------- | ----------------------------------- | ----------------------------------- | -------- |
| 1.       | Sen není věčný                      | Hladík                              | 3:22     |
| 2.       | I Like the World (Sun Is So Bright) | Mišík, Hladík, Kozel, Svoboda, Čech | 3:03     |

| Strana 2       | Strana 2       | Strana 2       | Strana 2 |
| Pořadí         | Název          | Hudba          | Délka    |
| -------------- | -------------- | -------------- | -------- |
| 1.             | Blue Taxi      | Mišík          | 2:35     |
| 2.             | Snakes         | Mišík          | 2:22     |
| Celková délka: | Celková délka: | Celková délka: | 11:44    |

## Obsazení
- The Blue Effect
  - Radim Hladík – kytara, elektronické varhany, flétna
  - Vladimír J. Mišík – zpěv, songo, flétna, harmonika, kytara, kazoo
  - Miloš Svoboda – kytara, zpěv (ve skladbě „Sen není věčný“), harmonika, akordeon, elektronické varhany
  - Jiří Kozel Mužík – baskytara, zpěv
  - Vlado Čech – bicí, zpěv